# Caenotropus schizodon
Caenotropus schizodon je paprskoploutvá ryba z čeledi hlavostojkovití (Chilodontidae).
Druh byl popsán roku 2007 ichtyology Alexandrem Scharcanskym a Carlosem Albertem Lucenou.

## Popis a výskyt
Maximální délka ryby je 9,1 cm.
Tělo poměrně robustní. Barva zemitá, hřbetní část těla tmavě pigmentovaná. Výrazný pruh směřující od očnice po stopku ocasní ploutve. Na břišní části žlutý či světle hnědý pruh. Řitní a párové ploutve průsvitné. Tuková ploutev světle zbarvená s chromatofory.
Byla nalezena ve vodách Jižní Ameriky: Tapajós a Amazonka.